# DDR-Oberliga 1962/63
In 1962/63 werd het veertiende seizoen van de DDR-Oberliga gespeeld, de hoogste klasse van de DDR. SC Motor Jena werd voor het eerst kampioen. De competitie duurde van 18 augustus 1962 tot 12 mei 1963.

## Seizoensverloop
Voor de eerste keer kwam de kampioen uit het district Gera. Motor Jena verzekerde zich van de titel op de voorlaatste speeldag toen met 2:1 van directe concurrent Empor Rostock gewonnen werd. Voor Rostock was het het tweede vicekampioenschap op rij. Vorwärts Berlin en Wismut Karl-Marx-Stadt, de kampioenen van de voorgaande jaren eindigden op de derde en vierde plaats. Voor Wismut zag het er niet goed uit toen de club na de heenronde laatste werd. In de terugronde werd de club eerste wat in een vierde plaats resulteerde. 
Het lot van Aktivist Brieske-Senftenberg was al twee speeldagen voor het einde bezegeld. De club stond vanaf de 15de speeldag op de laatste plaats. De club was al vanaf het begin vertegenwoordigd in de Oberliga. Senftenberg zou nooit meer een Oberligaclub leveren omdat de club ontbonden werd en aangehecht werd aan SC Cottbus. 
De strijd om de tweede degradatieplaats verliep erg spannend. Voor de laatste speeldag waren nog vier teams in gevaar.  Motor Karl-Marx-Stadt (10., 22 punten, −5 doelsaldo), Rotation Leipzig (11., 22, −7), Aufbau Magdeburg (12., 21, −3) en Dynamo Dresden (13., 21, −9). Leipzig en Magdeburg wonnen beide hun uitwedstrijden zodat de beslissing viel in het directe treffen tussen Dynamo Dresden en Motor Karl-Marx-Stadt. Voor 35.000 toeschouwers in het Rudolf-Harbig-Stadion van Dresden speelden beide teams gelijk waardoor Dresden degradeerde. 
Er kwamen 1.802.900 toeschouwers naar de 182 Oberligawedstrijden, wat neerkomt op 9906 per wedstrijd.

### Eindstand
|     | Club                            | Wed | W  | G  | V  | Saldo | Ptn |
| --- | ------------------------------- | --- | -- | -- | -- | ----- | --- |
| 1.  | SC Motor Jena*                  | 26  | 17 | 5  | 4  | 49:22 | 39  |
| 2.  | SC Empor Rostock                | 26  | 13 | 7  | 6  | 42:24 | 33  |
| 3.  | ASK Vorwärts Berlin (K)         | 26  | 11 | 9  | 6  | 41:34 | 31  |
| 4.  | SC Wismut Karl-Marx-Stadt       | 26  | 10 | 8  | 8  | 43:42 | 28  |
| 5.  | SC Lokomotive Leipzig           | 26  | 12 | 3  | 11 | 38:35 | 27  |
| 6.  | SC Chemie Halle* (B)            | 26  | 9  | 7  | 10 | 38:40 | 25  |
| 7.  | BSG Motor Zwickau               | 26  | 10 | 5  | 11 | 38:41 | 25  |
| 8.  | SC Turbine Erfurt               | 26  | 10 | 4  | 12 | 45:45 | 24  |
| 9.  | SC Rotation Leipzig             | 26  | 8  | 8  | 10 | 29:35 | 24  |
| 10. | SC Dynamo Berlin                | 26  | 8  | 7  | 11 | 37:32 | 23  |
| 11. | SC Aufbau Magdeburg*            | 26  | 10 | 3  | 13 | 44:46 | 23  |
| 12. | SC Motor Karl-Marx-Stadt (N)    | 26  | 6  | 11 | 9  | 39:44 | 23  |
| 13. | Dynamo Dresden (N)              | 26  | 8  | 6  | 12 | 36:45 | 22  |
| 14. | SC Aktivist Brieske-Senftenberg | 26  | 6  | 5  | 15 | 22:56 | 17  |

| (K) | Titelverdediger |
| (B) | Bekerwinnaar vorig seizoen |
| (N) | Gepromoveerd |
| *   | De wedstrijden Magdeburg – Jena (oorspronkelijk 2:1) en Halle – Magdeburg (oorspronkelijk 1:1) werd gewijzigd naar 0:0 en een overwinning voor Jena en Halle. |

## Topschutters
Er vielen 541 goals wat neerkomt op 2,97 per wedstrijd. Dynamo Dresden behaalde met 7:0 tegen Brieske-Senftenberg de hoogste overwinning op de 21ste speeldag. De wedstrijden met de meeste doelpunten waren Motor Karl-Marx-Stadt – Erfurt (7de speeldag, 4:5), Zwickau – Erfurt (11de speeldag, 5:4) en Halle – Senftenberg (7de speeldag, 6:3).
|    | Speler            | Club                      | Goals |
| -- | ----------------- | ------------------------- | ----- |
| 1. | Peter Ducke       | SC Motor Jena             | 19    |
| 2. | Eberhard Vogel    | SC Motor Karl-Marx-Stadt  | 15    |
| 3. | Wolfgang Seifert  | SC Turbine Erfurt         | 14    |
| 3. | Siegfried Wachtel | SC Wismut Karl-Marx-Stadt | 14    |
| 5. | Günter Schröter   | SC Dynamo Berlin          | 12    |

## Voetballer van het jaar
Na dit seizoen werd voor de eerste keer de trofee van voetballer van het jaar uitgereikt. Manfred Kaiser van SC Wismut Karl-Marx-Stadt kreeg deze trofee als eerste. Peter Ducke van SC Motor Jena eindigde als tweede, gevolgd door Dieter Erler van Wismut.

## Europese wedstrijden
Europacup I
| Ronde | Team #1          | Tot.  | Team #2       | 1ste wed | 2de wed |
| ----- | ---------------- | ----- | ------------- | -------- | ------- |
| Q     | Dinamo Boekarest | 3 - 0 | SC Motor Jena | 2 - 0    | 1 - 0   |

Europacup II
| Ronde | Team #1           | Tot.  | Team #2       | 1ste wed | 2de wed |
| ----- | ----------------- | ----- | ------------- | -------- | ------- |
| 2R    | BSG Motor Zwickau | 1 - 2 | MTK Boedapest | 1 - 0    | 0 - 2   |

Jaarbeursstedenbeker
| Ronde | Team #1    | Tot.  | Team #2      | 1ste wed | 2de wed |
| ----- | ---------- | ----- | ------------ | -------- | ------- |
| 1R    | SC Leipzig | 2 - 3 | Újpest Dósza | 0 - 0    | 2 - 3   |